# Nadine Zumkehr
Nadine Zumkehr (Frutigen, 5 februari 1985) is een voormalige beachvolleyballer uit Zwitserland. Ze speelde van 2005 tot en met 2016 ruim 120 toernooien in de FIVB World Tour. Zumkehr won een bronzen medaille bij de Europese kampioenschappen en werd vier keer nationaal kampioen. Daarnaast nam ze deel aan twee opeenvolgende edities van de Olympische Spelen.

## Carrière

### 1999 tot en met 2008
Zumkehr deed in 1999 met Mirjam Keller mee aan de Europese kampioenschappen onder 19 in Finestrat en in 2003 met Debora Andres aan de EK onder 20 in Salzburg. Van 2005 tot en met 2007 vormde ze een team met Annik Skrivan. Het eerste jaar debuteerde het duo in de FIVB World Tour. Ze speelden daarin twee wedstrijden bij het Open-toernooi van Gstaad en namen deel aan de kwalificaties van vier andere toernooien. Het duo deed daarnaast mee aan twee toernooien in de Europese competitie en behaalde een zevende plaats bij het Satellite-toernooi van Lausanne. Met Muriel Grässli behaalde ze een vierde plaats bij wereldkampioenschappen onder 21 in Rio de Janeiro achter de Oostenrijkse zussen Doris en Stefanie Schwaiger en een vijfde plaats bij het Satellite-toernooi van Vaduz. In 2006 kwamen Zumkehr en Skrivan bij twaalf toernooien in de World Tour in actie. In Vitória en Phuket speelden ze op het hoofdtoernooi. Bij het Satellite-toernooi van Vaduz behaalden ze een vijfde plaats en in Bern wonnen ze een bronzen medaille bij de Zwitserse kampioenschappen.
Het seizoen daarop nam het duo deel aan de wereldkampioenschappen in eigen land. Daar kwamen ze na drie nederlagen niet verder dan de groepsfase. In de World Tour speelden ze verder vijf kwalificatietoernooien, maar wisten ze nergens tot het hoofdtoernooi door te dringen. Met Tanja Schmocker won Zumkehr opnieuw brons bij de nationale kampioenschappen. In 2008 speelde Zumkehr aan de zijde van Grässli. In de mondiale competitie deden ze mee aan acht toernooien. Ze noteerden daarbij hun eerste toptienklasseringen in de World Tour. In Marseille eindigde het duo op een zevende plaats en in Kristiansand op een negende plaats. Bij het Satellite-toernooi van Laredo behaalden ze eveneens een zevende plaats. In Hamburg namen Zumkehr en Grässli deel aan de EK. Ze verloren de eerste wedstrijd van het Noorse tweetal Kathrine Maaseide en Susanne Glesnes en werden in de tweede herkansingsronde uitgeschakeld door Rebekka Kadijk en Merel Mooren uit Nederland.

### 2009 tot en met 2012

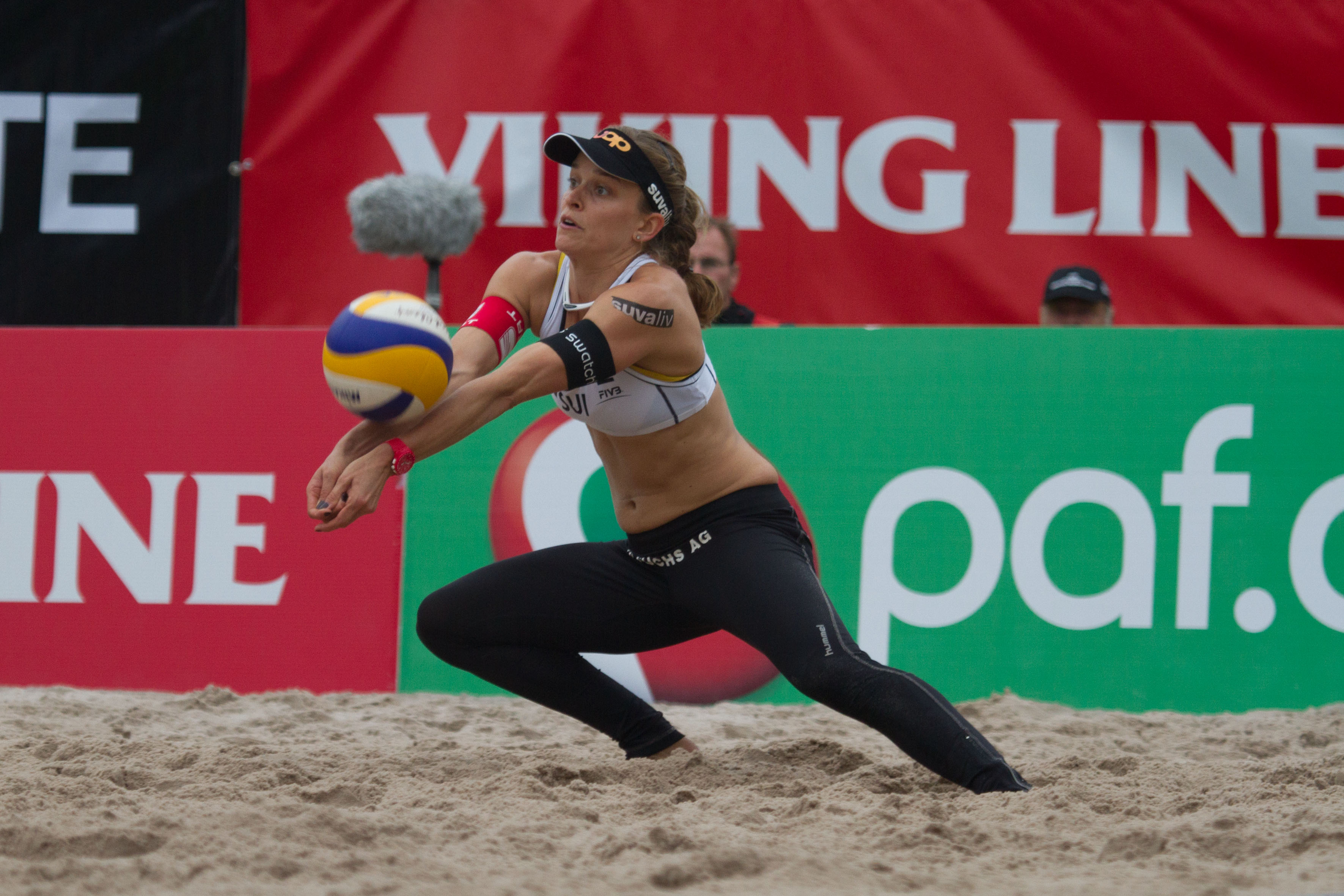
Zumkehr in actie tijdens de Åland Open (2012)

Van 2009 tot en met 2012 vormde Zumkehr een team met Simone Kuhn. In hun eerste seizoen deden ze mee aan elf toernooien in de World Tour en aan de WK in Stavanger. Daar werden ze in de zestiende finale uitgeschakeld door het Chinese duo Xue Chen en Zhang Ying. In Sanya won Zumkehr met Kuhn haar eerste gouden medaille bij een mondiaal toernooi. In de finale  wonnen ze in drie sets van de Amerikaanse wereldkampioenen Jennifer Kessy en April Ross. Bij de overige tien toernooien kwamen ze niet verder dan drie negende plaatsen (Brasilia, Gstaad en Barcelona). In Sotsji wonnen Zumkehr en Kuhn de bronzen medaille bij de EK. In de halve finale verloren ze in twee sets van de Duitsers Sara Goller en Laura Ludwig en in de troostfinale waren ze in drie sets te sterk voor Liesbeth Mouha en Liesbet Van Breedam uit België. In Bern won het duo de nationale titel van Ramona Kayser en Martina Grossen. In 2010 kwamen ze op mondiaal niveau bij tien toernooien in actie. Bij de Grand Slam van Stavanger bereikten ze de kwartfinale en bij de Åland Open eindigden ze op een zevende plaats. Bij de EK in Berlijn verloren ze in de achtste finale van het Nederlandse duo Madelein Meppelink en Marloes Wesselink. In eigen land prolongeerden ze hun titel tegen Kayser en Grossen.
Het jaar daarop namen Zumkehr en Kuhn deel aan twaalf toernooien in de World Tour en bereikten drie keer de kwartfinales (Peking, Gstaad en Moskou). Bij de WK in Rome strandden ze in de zestiende finale na een nederlaag tegen Schwaiger en Schwaiger. Bij de EK in Kristiansand werden ze in de kwartfinale uitgeschakeld door Goller en Ludwig. In Bern wonnen Zumkehr en Kuhn voor de derde keer op rij de nationale titel. In de finale versloegen ze Isabelle Forrer en Kayser. In 2012 noteerde het duo bij tien World Tour-toernooien acht toptienklasseringen. Ze wonnen goud bij de Grand Slam van Rome door Goller en Ludwig in de finale te verslaan en brons bij de Grand Slam van Gstaad ten koste van Mouha en Katrien Geelen. In Åland eindigden ze als vierde nadat ze de wedstrijd om het brons van Jekaterina Chomjakova en Jevgenia Oekolova verloren. Bij de Olympische Spelen werden ze in de achtste finale uitgeschakeld door Kessy en Ross. Bij de nationale kampioenschappen wonnen Zumkeher en Kuhn de bronzen medaille. Na afloop van de NK beëindigde Kuhn haar sportieve loopbaan.

### 2013 tot en met 2016
Van 2013 tot en met 2016 vormde Zumkehr een team met Joana Heidrich. Het eerste seizoen namen ze deel aan negen reguliere FIVB-toernooien met een vijfde plaats in Rome als beste resultaat. Bij de WK in Stare Jabłonki bereikte het duo de zestiende finale waar het werd uitgeschakeld door het Braziliaanse tweetal Liliane Maestrini en Bárbara Seixas. Bij de EK in Klagenfurt kwamen ze na een overwinning en twee nederlagen niet verder dan de groepsfase. Het jaar daarop waren ze actief op acht toernooien in de World Tour. Ze bereikten bij de Grand Slam-toernooi van Gstaad en Den Haag de kwartfinales. Bij de EK in Quartu Sant'Elena eindigden Zumkehr en Heidrich op een gedeeld negende plaats nadat ze de achtste finale verloren van de Kristýna Kolocová en Markéta Sluková uit Tsjechië. In Bern wonnen ze ten koste van Isabelle Forrer en Anouk Vergé-Dépré de nationale titel, waarmee Zumkehr voor de vierde keer Zwitsers kampioen werd. In 2015 speelde het duo elf reguliere wedstrijden in de World Tour en behaalde daarbij twee podiumplaatsen. In Xiamen wonnen ze goud van het Argentijnse tweetal Ana Gallay en Georgina Klug en in Sotsji wonnen ze het brons van de Finnen Riikka Lehtonen en Taru Lahti. Bij de WK in Nederland kwam het duo niet verder dan de groepsfase. Bij de EK in Klagenfurt bereikten Zumkehr en Heidrich de achtste finale waar ze werden uitgeschakeld door de latere kampioenen Laura Ludwig en Kira Walkenhorst.
Het daaropvolgende seizoen namen ze deel aan twaalf reguliere World Tour-toernooien. Ze behaalden daarbij driemaal het podium en bereikten daarnaast nog vijf keer de kwartfinale. Ze wonnen het Open-toernooi van Sotsji ten koste van het Spaanse tweetal Elsa Baquerizo en Liliana Fernández. Bij de Grand Slam in Klagenfurt eindigden ze als tweede achter Ludwig en Walkenhorst en bij het Open-toernooi in Fuzhou wonnen ze brons door hun landgenoten Forrer en Vergé-Dépré in de troostfinale te verslaan. Bij de EK in eigen land het duo tegen Markéta Sluková en Barbora Hermannová niet verder dan achtste finale. Bij de nationale kampioenschappen wonnen Zumkehr en Heidrich het zilver achter Forrer en Vegré-Dépré. In Rio de Janeiro bereikten ze bij de Olympische Spelen de kwartfinale die verloren werd van het Braziliaanse tweetal Larissa França en Talita Antunes da Rocha, waardoor ze als vijfde eindigden. Het duo sloot het jaar in september af met een tweede plaats bij de World Tour Finals in Toronto. In de finale waren olympisch kampioenen Ludwig en Walkenhorst in twee sets te sterk. Na afloop van het seizoen beëindigde Zumkehr haar sportieve loopbaan.

## Palmares
Kampioenschappen
- 2006:  NK
- 2007:  NK
- 2009:  NK
- 2009:  EK
- 2010:  NK
- 2011:  NK
- 2012: 9e OS
- 2012:  NK
- 2014:  NK
- 2016: 5e OS
- 2016:  NK

FIVB World Tour
- 2009:  Sanya Open
- 2012:  Grand Slam Rome
- 2012:  Grand Slam Gstaad
- 2015:  Sotsji Open
- 2015:  Xiamen Open
- 2016:  Fuzhou Open
- 2016:  Sotsji Open
- 2016:  Klagenfurt Major
- 2016:  World Tour Finals Toronto